# Epicoma argentosa
Epicoma argentosa är en fjärilsart som beskrevs av T.P.Lucas 1890. Epicoma argentosa ingår i släktet Epicoma och familjen tandspinnare. Inga underarter finns listade i Catalogue of Life.